# Battaglia di Chiayi
La battaglia di Chiayi (嘉義之役T), del 9 ottobre 1895 fu un importante scontro combattuto durante l'invasione giapponese di Taiwan. La battaglia ebbe come esito una vittoria giapponese.

## Contesto
Il 27 agosto 1895 i giapponesi catturarono Changhua, dopo aver inflitto una dura sconfitta agli insorti formosani nella battaglia di Baguashan. Questa azione fu seguita un periodo di pausa della campagna, durante la quale i giapponesi consolidarono le loro posizioni e attesero l'arrivo di truppe fresche dal Giappone. L'unica azione militare significativa nel centro di Formosa nelle settimane successive alla cattura di Changhua fu una serie di scontri che si svolsero all'inizio di settembre intorno a Yunlin. Il 3 settembre 1895 gli insorti formosani attaccarono la piccola guarnigione giapponese del villaggio di Toapona, a sud di Changhua. All'arrivo dei rinforzi giapponesi gli insorti furono sconfitti e si ritirarono verso Yunlin. Una compagnia di fanteria giapponese che si trovava nelle vicinanze attaccò gli insorti in ritirata e la sera del 3 settembre 1895 li inseguì fino alla città murata di Talibu, di cui perlustrò le difese. Tre giorni dopo, nella notte del 5 settembre 1895, i giapponesi tornarono e attaccarono a sorpresa Talibu. L'avanguardia giapponese scalò le mura della città e aprì le porte ai suoi compagni, che si riversarono in città sparando raffiche. I formosani fuggirono in confusione e alle 5 del mattino del 6 settembre 1895 Talibu era saldamente nelle mani dei giapponesi. Le perdite formosane in questi pochi giorni di combattimenti ammontarono a 130 morti, mentre le perdite giapponesi furono di soli otto uomini tra morti e feriti{.
Sebbene i formosani non fossero in grado di sfidare i giapponesi nella parte centrale di Formosa, i continui attacchi della guerriglia formosana lasciabano i giapponesi a corto di rifornimenti. Anche il clima insalubre dell'isola continuò a far pagare il suo tributo agli invasori. All'inizio di settembre del 1895 a Changhua una grave epidemia di malaria peggiore persino dell'epidemia di colera scoppiata sulle Pescadores cinque mesi prima, decimò le forze giapponesi, uccidendo più di 2000 uomini.

## Battaglia di Chiayi
All'inizio di ottobre, con l'arrivo di rinforzi dal Giappone, i giapponesi ripresero la marcia verso Tainan, la capitale repubblicana. Il 3 ottobre 1895 la divisione delle Guardie Imperiali, al comando del principe Kitashirakawa Yoshihisa, iniziò la sua marcia verso sud partendo da Changhua. Il 6 ottobre 1895 l'avanguardia della divisione sconfisse una forza di 3000 insorti a Talibu. Il 7 ottobre 1895 la divisione combatté un'importante azione contro una forza di insorti a Yunlin, cacciandoli da una serie di posizioni fortificate. Il 9 ottobre 1895 la divisione combatté la seconda più grande battaglia della campagna dopo Baguashan, l'assalto alla città murata di Chiayi, dove gli insorti avevano deciso di opporsi con determinazione.
Secondo i rapporti, i cinesi e i formosani contavano 10000 uomini e comprendevano sia unità regolari che volontari. La cifra reale era probabilmente di circa 3000 uomini, ma gli insorti trovarono l'appoggio di 600 Bandiere nere, che combatterono i giapponesi per la prima volta durante la campagna e che schierarono sulle mura della città anche cannoni e mitragliatrici. Dopo un bombardamento preliminare con l'artiglieria da montagna, i giapponesi scalarono le mura e fecero irruzione in città. Gli insorti furono sconfitti, lasciando sul campo oltre 200 morti. Il totale delle perdite della divisione delle Guardie Imperiali negli scontri combattuti tra il 3 e il 9 ottobre 1895 fu di 14 morti e 54 feriti. Alla divisione fu ordinato di fermarsi a Chiayi e di attendere che la spedizione settentrionale del principe Fushimi sbarcasse a Pa-te-chui prima di riprendere l'avanzata.